# Marlene Jahl
Marlene Jahl (* 7. April 1995 in Linz) ist eine österreichische ehemalige Taekwondoin.

## Leben
Marlene Jahl vom Verein Taekwondo Kirchdorf in Kirchdorf an der Krems wird von Markus Weidinger trainiert. Sie stammt aus Traun und begann in Wien ein Medizinstudium. Mit 14 Jahren startete sie für die Selbstverteidigung mit dem Kampfsport.
2017 qualifizierte sie sich für ihre erste Weltmeisterschaft in Südkorea. Bei der Taekwondo-Europameisterschaften 2021 in Sofia gewann sie Bronze in der Gewichtsklasse über 73 kg. Bei den Weltmeisterschaften 2022 in Guadalajara in Mexiko holte sie die Bronze-Medaille in der Gewichtsklasse über 73 kg und gewann damit die erste WM-Medaille im Taekwondo für Österreich seit 17 Jahren. Im Dezember 2022 belegte sie beim Grand Prix Finale in Riad in der Gewichtsklasse +67 kg den fünften Platz.
Bei den Slovenia Open in Ljubljana holte sie im Februar 2023 Gold, bei den Bulgaria Open in Sofia gewann sie Anfang März 2023 die Bronzemedaille. Bei den Austrian Open in der Olympiahalle Innsbruck holte sie 2023 ebenfalls Bronze. Bei der Taekwondo-WM in Baku wurde sie im Juni 2023 in der Gewichtsklasse +73 Kilogramm Fünfte. Bei den Europaspielen 2023 in Polen belegte sie ebenfalls den fünften Rang. Im September 2023 errang sie bei den Serbia Open in Belgrad hinter Lorena Brandl Silber.
Auf der Diagonale wurde im April 2024 der Dokumentarfilm Marlene von Daniel Kalkhofer über Marlene Jahl präsentiert. Der Film wurde Anfang Mai 2024 am Filmfestival Crossing Europe mit dem Local Artist Award ausgezeichnet.
Mit einem fünften Platz bei der Europameisterschaft in Belgrad verabschiedete sie sich im Mai 2024 ursprünglich von der internationalen Taekwondo-Bühne. Vom World-Taekwondo-Verband erhielt sie im Juni 2024 einen Startplatz für die Olympischen Sommerspiele 2024 in der Kategorie über 67 Kilogramm. Sie rückte für die Russin Polina Chan nach, die aufgrund des Russischen Überfalls auf die Ukraine keine Startberechtigung erhielt. Österreich war damit erstmals seit 2004 (damals mit Nevena Lukic und Tuncay Çalışkan) in ihrer Sportart bei Olympia vertreten. Nach den Olympischen Spielen begann sie nach ihrem Medizinstudium das klinisch praktische Jahr und beendete erneut ihre sportliche Karriere.

## Auszeichnungen
- 2022 und 2025: Silberner Lorbeer der ASKÖ Oberösterreich[26][27]